# Alex Klein
Alex Klein (Porto Alegre, 1964) es un oboísta brasileño.

## Biografía
Empezó sus estudios musicales en su país natal a la edad de nueve y realizó su primer debut orquestal como solista al año siguiente. 
Con once años, fue invitado a unirse al conjunto de cámara Antigua, uno de los más conocidos en Brasil. Durante su adolescencia realizó varias giras, interpretando papeles de solista, dando recitales y como miembro de varias orquestas profesionales en Brasil. Luego estudió en el Oberlin Conservatory of Music con James Caldwell, graduándose con un Bachelor in Music y un diploma artístico por su interpretación musical.
Tras un año en el Oberlin ganó el primer premio en la primera Competición Internacional Lucarelli para solistas de oboe que tuvo lugar en el Carnegie Hall, Nueva York. Recibió varios premios de todo el mundo incluyendo el primer premio en el Concurso Internacional de música de Ginebra de 1988 en Ginebra, Suiza.
Pasó a formar parte de la Orquesta Sinfónica de Chicago como primer oboe con 30 años en 1995. Ha interpretado como solista con la Sinfónica de Chicago, la Orquesta de Filadelfia, la Orchestre de la Suisse Romande y la Chicago Sinfonietta. Ha grabado discos con Teldec, Boston Records, Newport Classics, Musical Heritage Society y Cedille Records.
Klein ganó en 2002 el Grammy por la mejor interpretación instrumental en solo con orquesta por su grabación del Concierto para oboe de Richard Strauss con Daniel Barenboim y la Sinfónica de Chicago.
Klein dejó la Sinfónica de Chicago en julio de 2004 debido a distonía focal, la cual empezó a los dos años de obtener la primera silla. Actualmente toca como solista y director, siendo profesor de oboe en su alma mater, el Oberlin Conservatory.